# 墓地

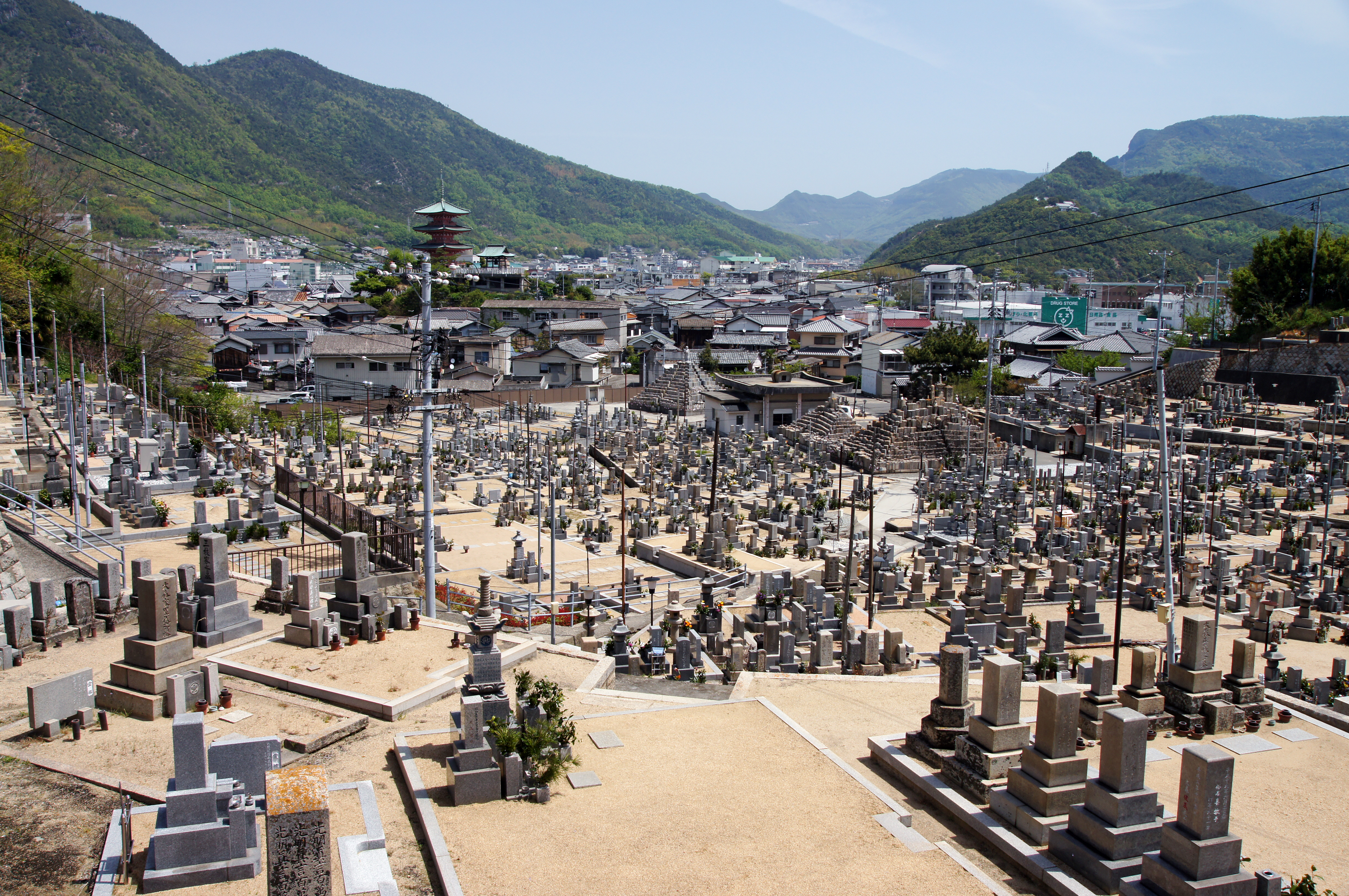
日本、小豆島・西光寺の墓地

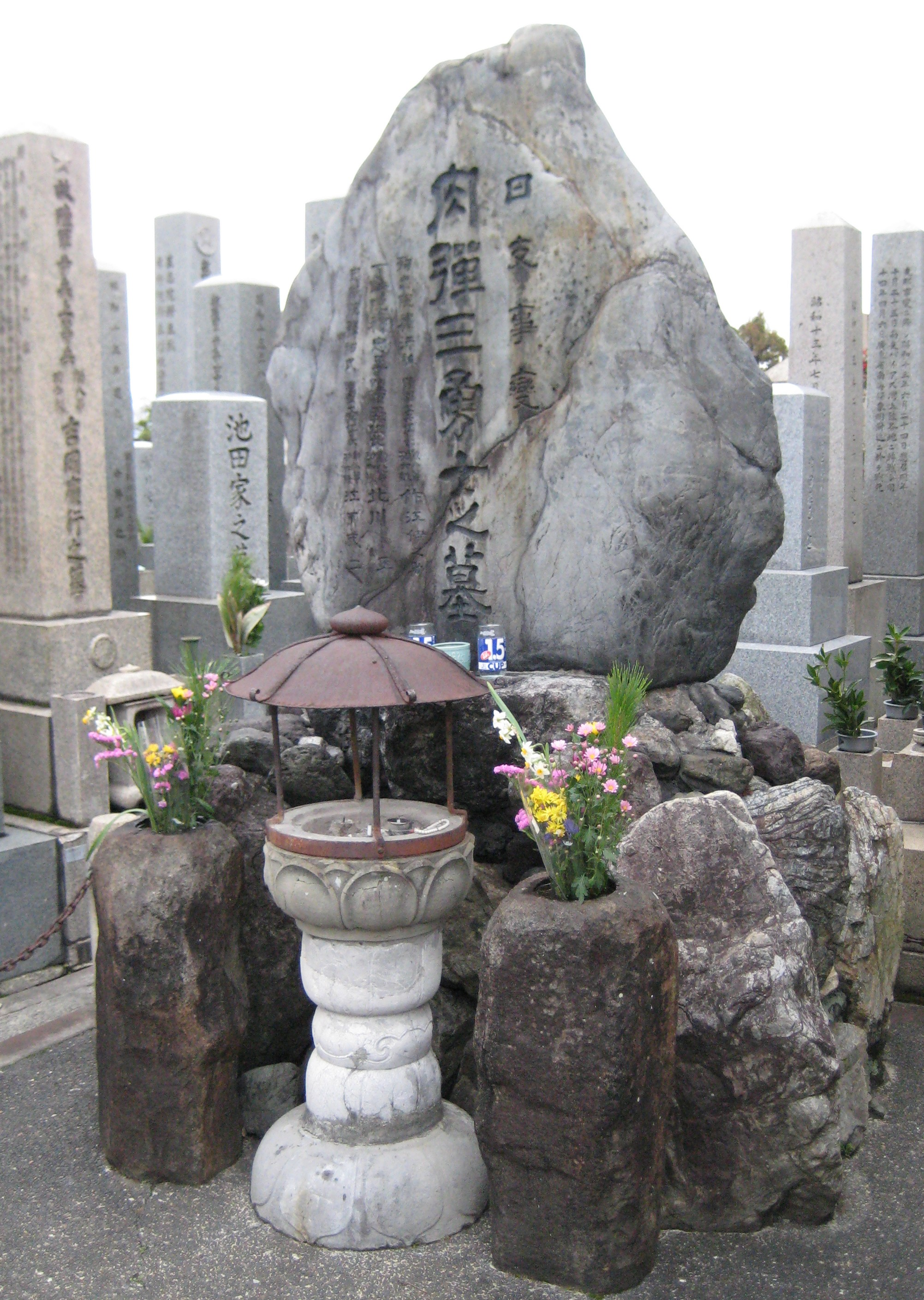
日本、京都の墓地

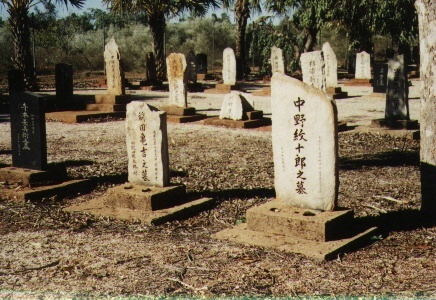
オーストラリアブルームにある日本人墓地。

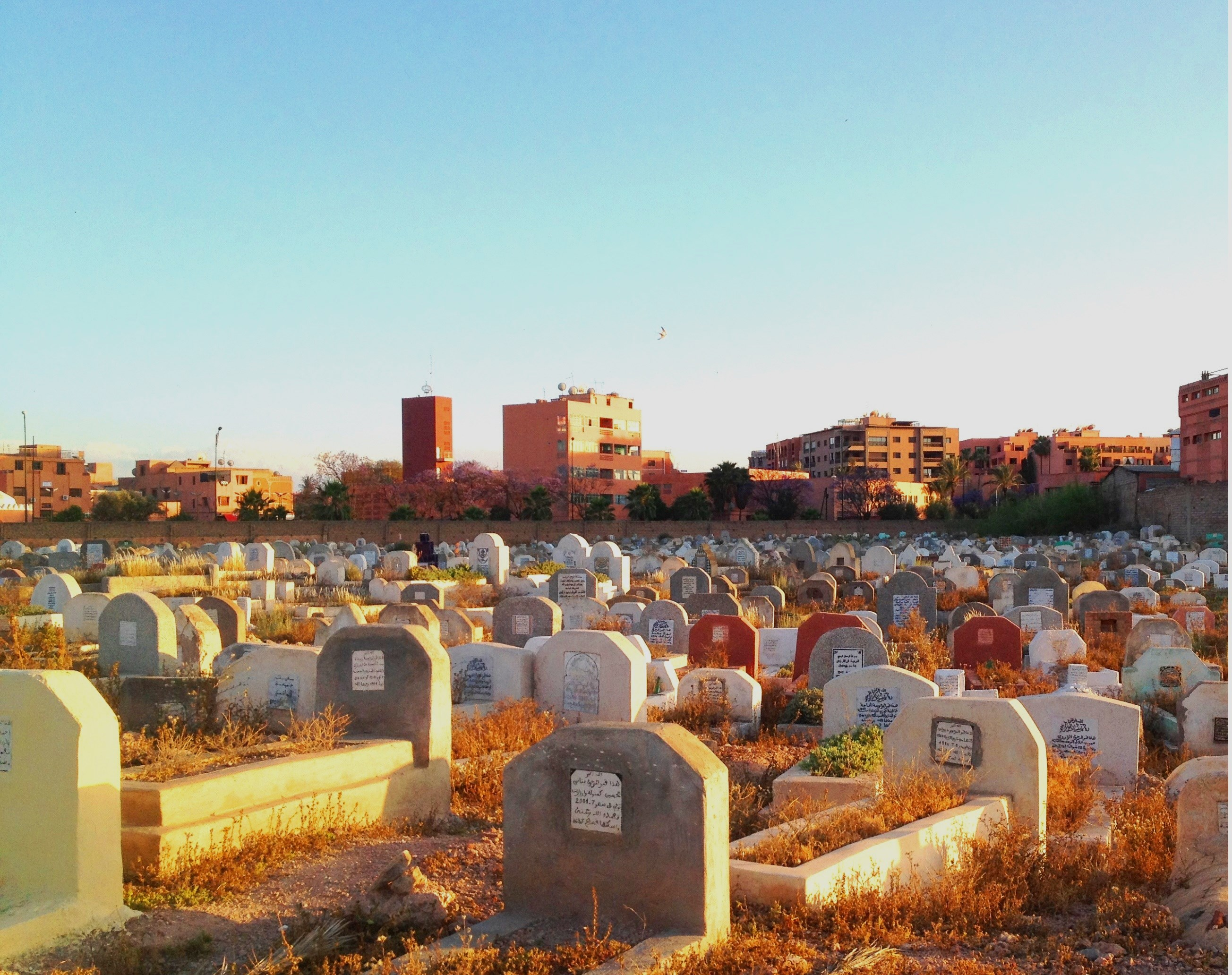
日没のイスラム教徒の墓地 マラケシュ モロッコ

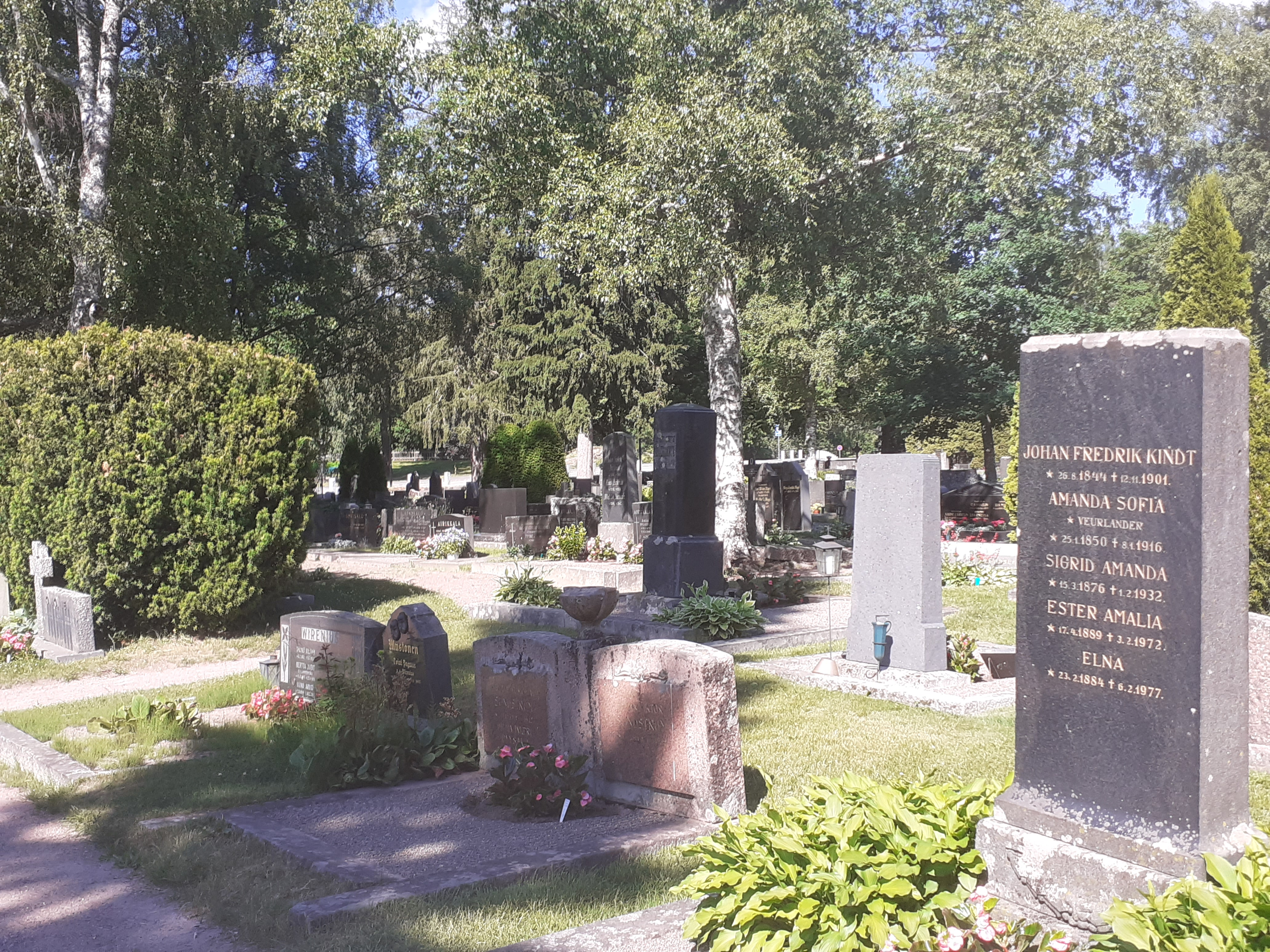
フィンランドのヌルミヤルヴィにある墓地

墓地（ぼち）は、亡くなった人の遺体や遺骨を埋葬する墓を設けるための区域。墓場（はかば）ともいう。なお、墓をつくるために土地（墓地等）の一部を区画した部分を墓所（ぼしょ）という。

## 概要
本項目では、墓を設けるための区域について主に解説する。個々の墓や埋葬や葬制に関する事項については、「墓」などの項目を参照。

## 定義

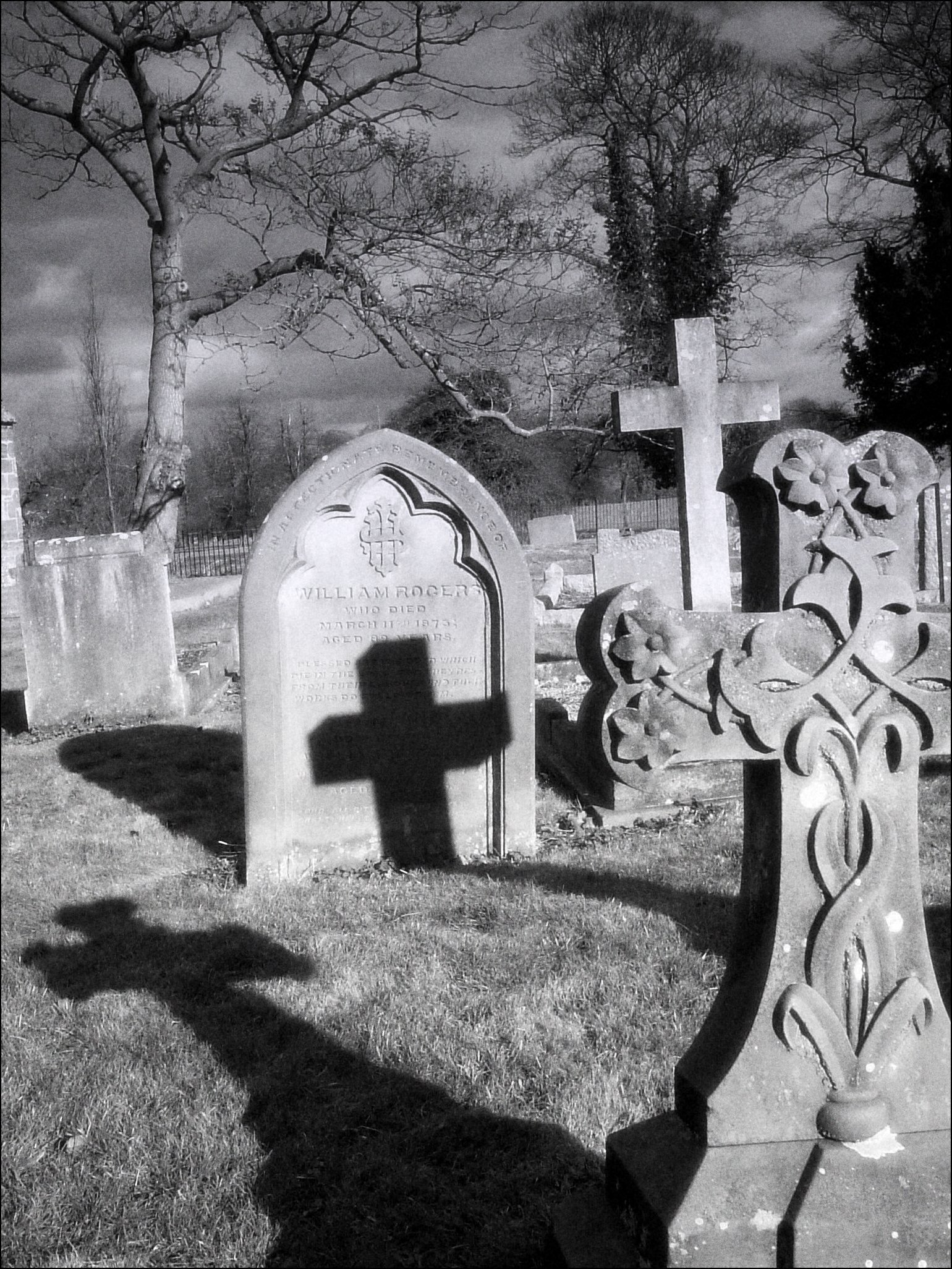
イギリス、ノースハンプシャー州のアシュビー城の墓地

英語で墓地を意味する cemetery という言葉は、ギリシア語の κοιμητήριον （眠る場所）、つまりそこに死者が永遠の眠りについている場所を暗示する言葉に由来している。
墓地は、西ヨーロッパ諸国では故人の葬儀の最後の儀式が執り行われる場所でもある。こうした儀式、もしくは祭礼は、文化や信仰、宗派によってもかなり異なってくる。墓地はその設けられる場所により、それ以外のところにある墓地とはかなり区別されるものになってくる。
文化や地域にもよるが、墓地は通常は礼拝の場所、つまり教会、礼拝堂に直接隣接するものではない。たとえば、英語で言う graveyard （墓所）というものは、たいていは churchyard（教会の中庭）に設けられている。スコットランドやイングランドでも北部では kirkyaird という。churchyard というのは、もともとは文字通り教会の前の中庭であって、直ちに墓所に結びつくものではなかった。たとえば、哲学者のセーレン・キルケゴールのラストネームは、やはりデンマーク語で「墓地」のことであると、しばしば誤解されているのもその例である。実際には教会に附属する周辺の農牧地（-gaard, 英語の garden の原義である「囲い地」の意に近い）を意味する。

## 歴史
およそ17世紀頃からヨーロッパでの葬儀は、教会の統制の下に、主として教会の敷地の中で行われるようになってきた。その仕来たりは時代と共に変化はしてきたが、ヨーロッパ大陸では遺体は、それが腐敗するまで、通常そのまま大規模な墓の中に埋葬されていた。遺体が腐り果てると、掘り起こして納骨堂に収められた。でなければ、墓所の側面のアーチを描くような壁に沿って並べられるか、あるいは教会の壁の背後、もしくは床の厚い石板の下に納められた。
その後、中世の時代、都市の城壁の内部に遺体を埋葬することは、伝染病の蔓延につながり公衆衛生上深刻な問題となった。結局、いくつかの墓地は、人口の密集した都市の中心部から引き離されることになった。たとえば、18世紀後半、パリの大きな墓地から掘り起こされた遺骨は、パリのカタコンブの中の納骨堂に移され、墓地は、都市中心部では一切禁じられることになった。

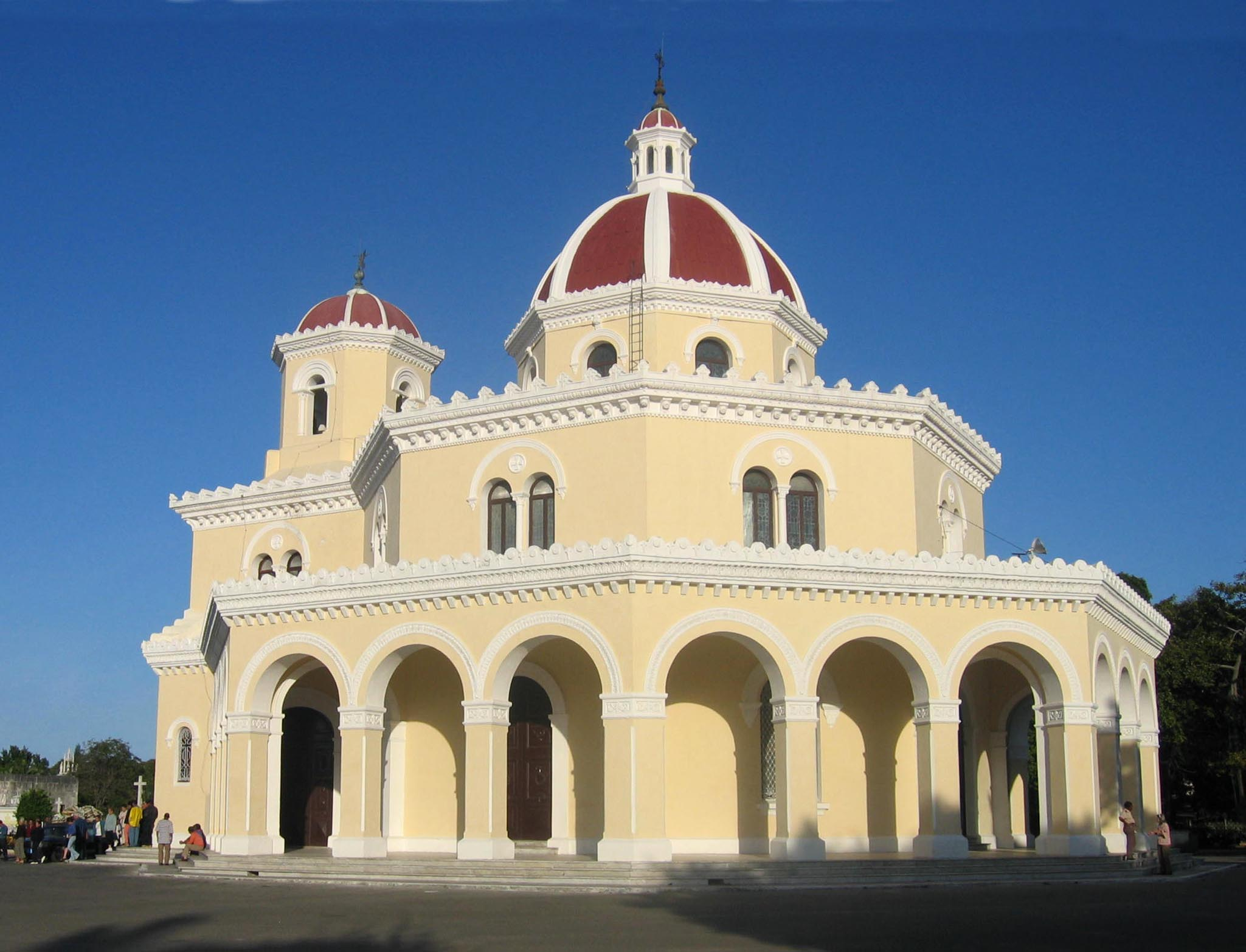
ハバナの墓地

教会や教会付属の墓地とは無関係の墓地管理会社や共同墓地の類は、大多数が19世紀初頭から出現してくる。特に眺望がよく、公園のような霊園というかたちで、既にその時期から誕生してきている。ただし、墓地解放運動は、既に1740年頃からその動きがでてきている。
空間的に風景となるような様式の墓地の最も初期の例は、パリのペール・ラシェーズ墓地である。これは教会によって統制された墓地というよりも、国家の墓地という理想を体現したもので、ナポレオン戦争の拡大と共にそのスタイルはヨーロッパ中に広まっていった。これはまた時には民間業者によって開発された墓地にもこのスタイルが採用された。

### 現代
共同墓地や民間業者による墓地への移行は、都市の外での埋葬するための土地開発と相俟って進行した。

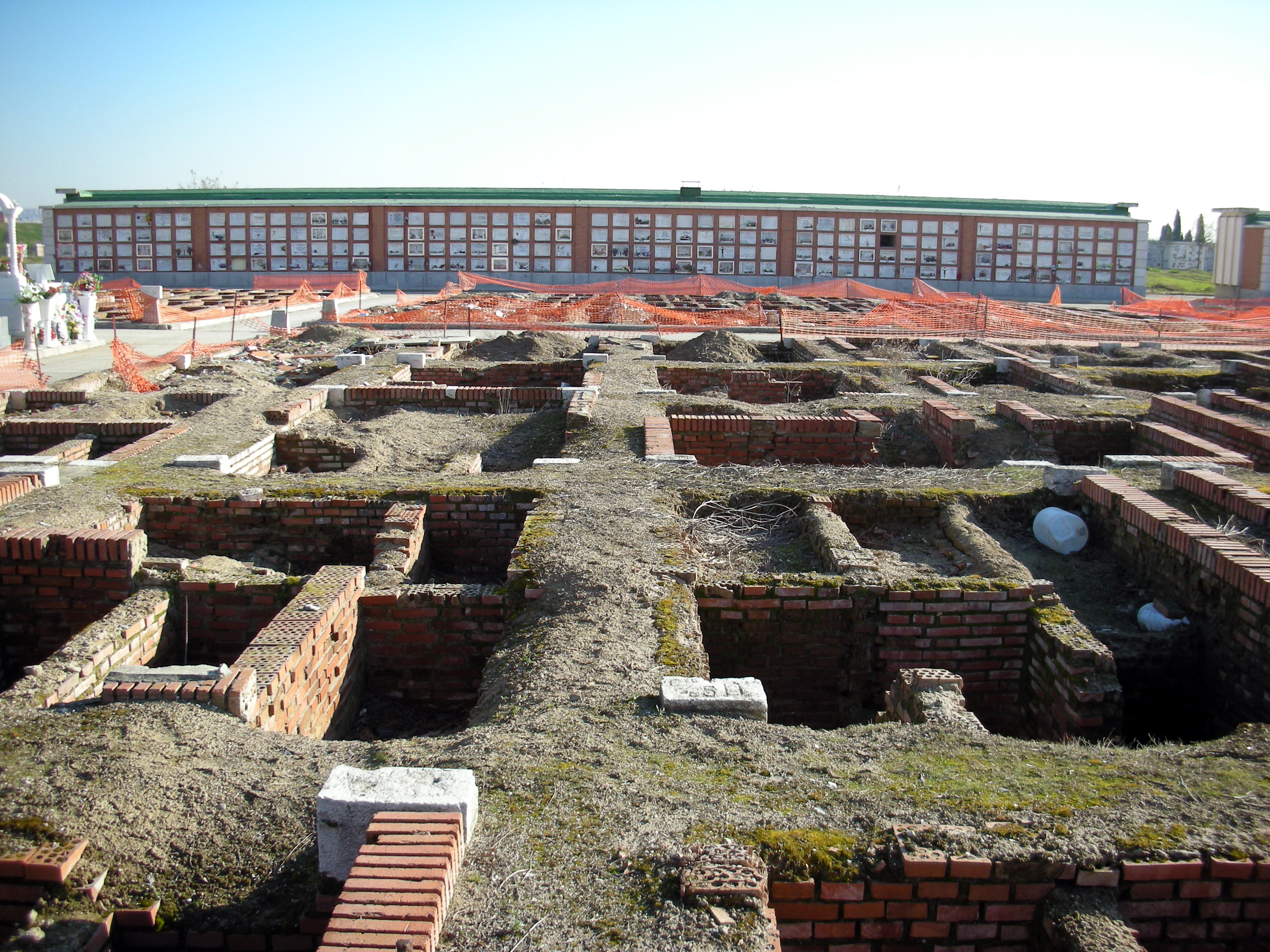
マドリードでは飽和状態になった墓地の掘り起こしにより、新たな場所が作られている

墓地は一般に厳かな敬意を以って見られる場所であるが、しばしばそこには礼拝堂のような宗教的施設も付属した。時には火葬場が併設されることもある。墓の盗掘やそうした宗教施設への盗みは、重い罪とされている。
墓地の様式は国によってもかなり変化してきている。たとえば、アメリカ合衆国や多くのヨーロッパの国々では、新しい墓地は広い場所に数多くの墓石が地面に並んでいる。ロシアでは、普通小さく囲まれた家族の墓所の中に墓石が置かれる。もっともこうした風習はアメリカでもその初期の時代にはごく普通のことだったようで、古い墓地に行くと同様のものを見ることが出来る。
都市部の墓地では、特に歴史のある古い都市では新たな問題が生じてきている。墓地自体が、手狭になり、もう空間的に飽和状態で、新しい墓を作ることが出来ないというケースである。これは、この墓地自体をもはや歴史的記念碑と考え、そのままの状態であとは保存するのみとするか、あるいは古い無縁墓を掘り起こして、ひとつに整理して場所を空けるということである。これは国により、風俗慣習により対処の仕方は両極端に分かれていく。日本では、納骨堂やビル型墓地などの建物内に納骨し、カードなどで利用者照合し骨壺を運ぶ仕組みを採用している所もある。南米のブラジルでは、墓地自体を高層ビル化したというような例もある。

## 家族の墓地

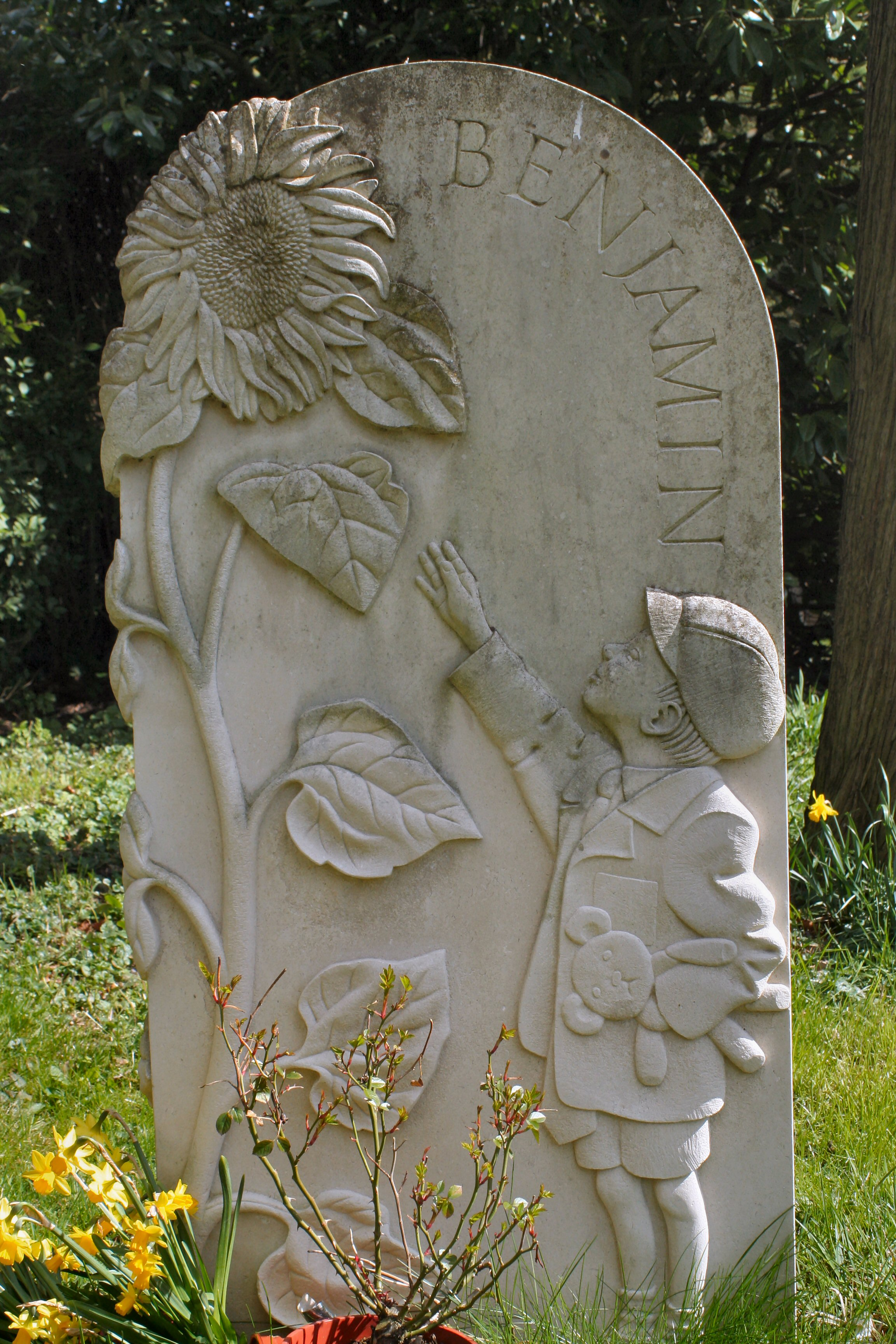
ノースハンプシャー州の幼児の墓

今日ではあまり馴染みのないことであるが、アメリカの植民時代には家族としての墓地という形式も、当時の生活様式の中ではごく自然のことであった。共同墓地や宗教的な墓地というものがまだ根付かなかった時代、植民者たちは土地を見つけて、普通自分たちの住む土地に隣接した木立の中に家族の墓地を作った。時には複数の家族が自分たちの亡くなった家族を一緒に埋葬した。こうした場所がその後大きくなって墓地の形態をなしていく。しかし、一家の家系が途絶えたり、他の地に移動したりするとそうした墓地は忘れられていく。辺地の過疎化し、廃村となったような村のはずれの墓地には同様のケースが見られる。
もっと近代になってからも、大きな地所をもった一族の中には自分たちの敷地内に霊廟や遺骨安置所のようなものを立てているケースもなくはない。フォーリングウォーターの遺骨安置所は、その最たる例である。ただ今日では、遺体を埋葬するに当たっても、さまざまな法律の規制がかかるようになり、私有地だからといってもおいそれと埋葬するわけにはいかない。たとえ不可能ではないにせよ、家族だけの墓地を自分たちの敷地であったとしても、なかなか厳しくなってきた。

## 墓地の種類

### 管理主体による分類

#### 寺院墓地（寺院境内墓地）
寺院が管理している墓地。購入の際は、その寺院の檀家となる必要がある場合が多い。寺院の近郊にあることがほとんどであり、お寺の永代供養が期待できる。法要を依頼しやすいという利点がある。

#### 公営墓地
都道府県や市町村などの自治体（または自治体から委託された公益法人）が管理・運営している墓地。自治体ごとに利用条件が定められている。多くの場合、利用対象となるのは、一度も埋葬されたことのない遺骨のある者で、かつ自治体に本籍や現住所のある者となる。宗旨や宗派による制限がない。

#### 民営墓地
公益法人または寺院境内以外の宗教法人が管理・運営する墓地。
墓地・霊園の運営は永続性・公共性が求められ、非営利事業である必要があるため営利法人による経営は許可されていないが、実際には事業主体の名義を公益法人・宗教法人とし、営利法人である石材店などが実際の開発・販売を行っていることも多い。宗旨や宗派による制限がない、生前のお墓の建立が可能など、墓地を購入するための資格や条件が少ない。

#### 村落墓地
村落の住民が共有して管理する墓地。

#### 個人墓地
私有地内に管理されている墓地。

#### 日本
日本では、村落墓地、個人墓地の新設は現在は許可されない。したがってその場合は、許可された公営墓地、寺院墓地、民営墓地へ埋葬することとなる。

### 形態による分類

#### 芝生墓地
欧米で一般的な形態で芝生が敷き詰められた墓地。

#### 公園墓地
1. 敷地内に樹木等を植え小道や噴水などを設けて公園のように整備した墓地[5]。
2. 霊園の別称。庭園墓地とも呼ばれる。

#### ガーデニング墓地
上記の公園墓地に類似しているが、近年増加傾向にある。墓域の周囲に花が植栽されているタイプの墓地、その美しさや霊園の雰囲気の明るさから高い人気を誇っている、色とりどりの草花や生垣が植栽された「ガーデニング霊園」、墓石のまわりを花や植栽で飾れるタイプの墓地で霊園自体がガーデニング設計されている場所に多く見られるお墓といった解説がなされている。そして、特徴が似ているお墓で花壇墓地と言われるタイプもあり、このタイプの墓地では植栽や玉砂利を入れることが多いとしている。

#### 立体墓地
- 壁墓地
自然石やコンクリートの長い壁面を設け、区画ごとに石塔のような機能を持たせ、その地下に納骨室を設けたもの[5]。
- 納骨堂
- 共同納骨堂
- 屋内立体墓
5階から6階建ての建物の内部に墓地区画を設けて分譲する形態の墓地[5]。

#### ネット墓地
主にパソコンや携帯電話の画面に表示される、お墓や遺影、戒名、生前の写真などを対象にお参りができるサービス。実際の墓を訪問するのに困難が伴う場合がありそのような場合向けのサービスであるが、さまざまな意見がある。

## その他の「墓場」
比喩的な表現として、船舶、航空機などの廃棄場、処分場を「墓場」と表現する場合がある。

### 船舶

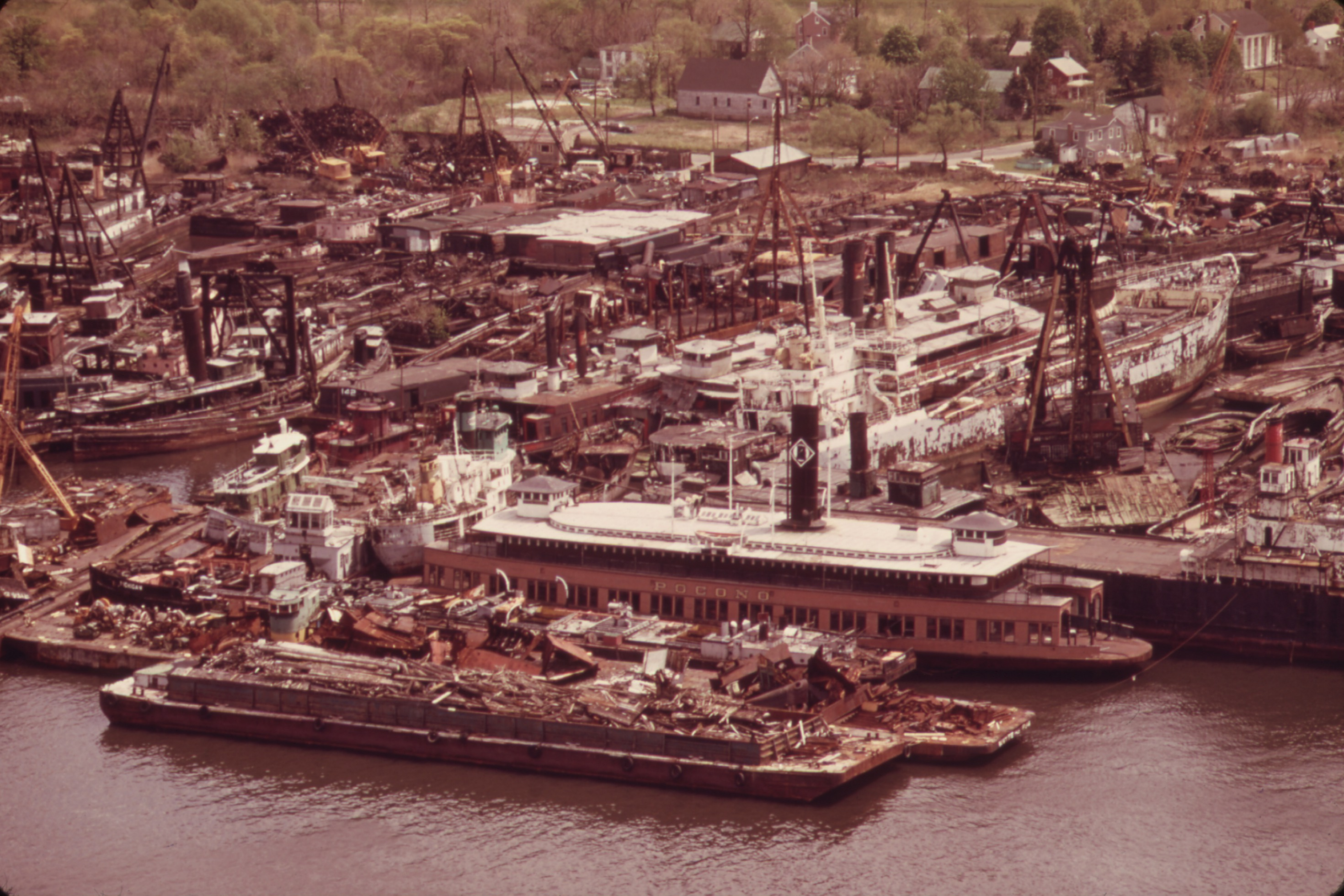
スタテンアイランドにあった船の墓場（1973年）

解体待ちの船舶を係留する場所が「船の墓場（boat graveyard）」と呼ばれている。現代の先進国では環境汚染や人件費の問題があるため、大型船舶は環境規制が緩く人件費の安いインド、バングラデシュ、パキスタンにある解体処分場に送られることから、東南アジアが「船の墓場」と呼ばれることもある。小型船舶は産業廃棄物として国内で解体されている。

### 鉄道

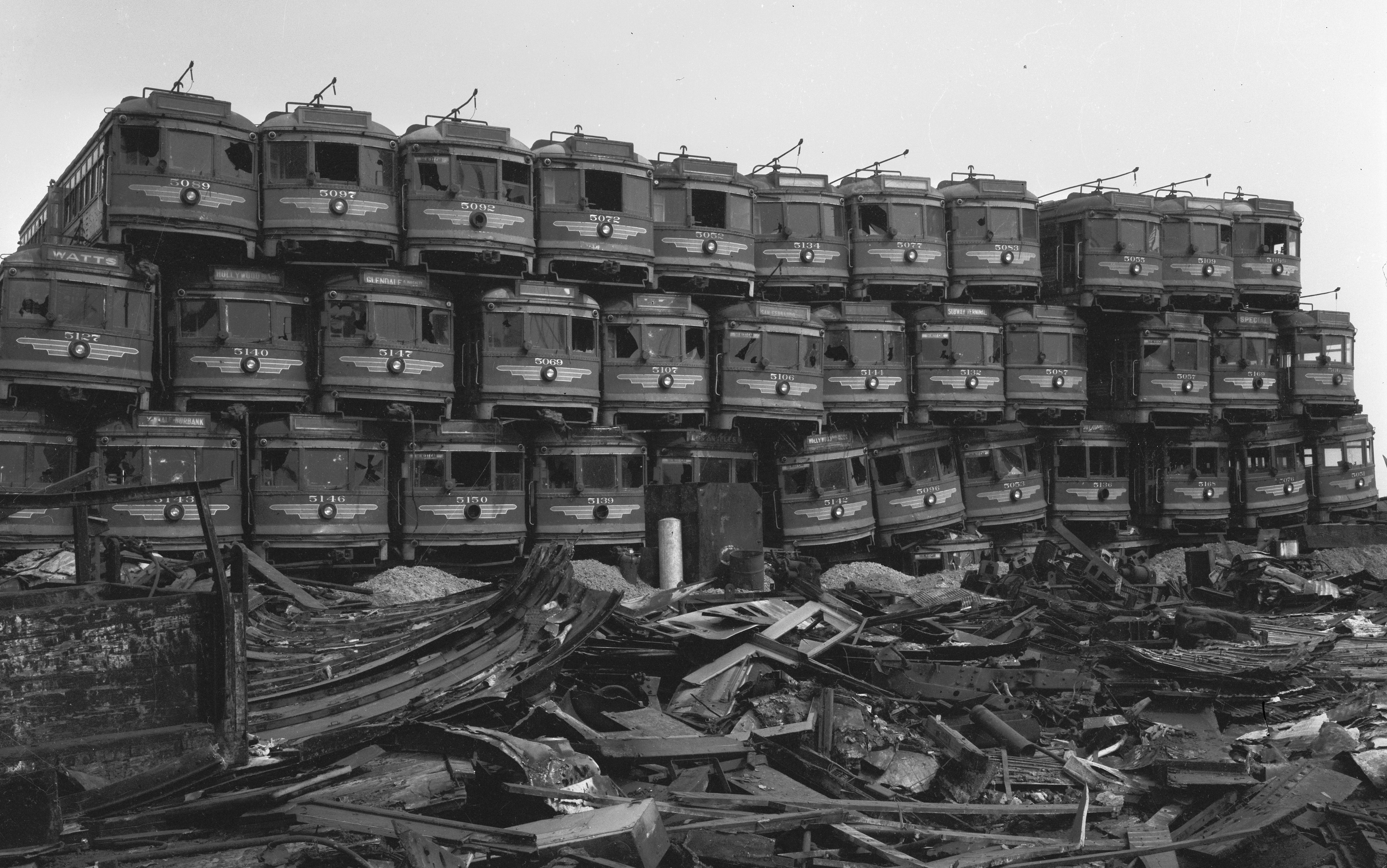
積み上げられて解体を待つパシフィック電鉄の鉄道車両

廃車となった鉄道車両は専門の業者が回収して廃棄する。これらの業者の解体場には鉄道車両が山積みになっている。
日本では長岡車両センターに所属するEF64形の1030, 1031, 1032号機は、廃車を解体場（長野総合車両センターなど）まで牽引することから俗に「死神」と呼ばれている。

### 航空機
使われなくなった航空機はモハーヴェ空港やテューペロ地域空港などの飛行機の墓場に送られる。ここでは廃棄処分と部品取りの機体が混在している。

### 人工衛星
役目を終えた人工衛星のうち制御が可能なものについては、影響の少ない軌道（墓場軌道）へ移動させたり、影響の少ないポイント・ネモなどのスペースクラフト・セメタリーへ落下させる。機械の寿命を死と捉え、廃棄場所を墓場と見立てる例である。

### バス停
東武伊勢崎線細谷駅の敷地内には、市内で使われていたバス停標識が仮置きされていることから「バス停の墓場」と呼ばれている。

### ビデオゲーム
ビデオゲームの墓場という、アメリカ合衆国ニューメキシコ州アラモゴードに存在する埋め立て地がある。1983年にアタリが大量の在庫ゲームカートリッジ・ゲーム機本体を処分した地点である。

## 著明な墓地
- 各地の無名戦士の墓
- エル・エスコリアル修道院 - 歴代スペイン王家の墓所
- サン＝ドニ大聖堂 - 歴代フランス君主の墓。戦闘時に上げる、鬨の声にも使用された。
- サン・ピエトロ大聖堂 - 歴代ローマ教皇の墓